# Palma Sola, Hidalgo
Palma Sola är en ort i Mexiko.   Den ligger i kommunen San Felipe Orizatlán och delstaten Hidalgo, i den sydöstra delen av landet, 220 km norr om huvudstaden Mexico City. Palma Sola ligger 191 meter över havet och antalet invånare är 247.
Terrängen runt Palma Sola är kuperad västerut, men österut är den platt. Runt Palma Sola är det ganska tätbefolkat, med 96 invånare per kvadratkilometer. Närmaste större samhälle är Tamazunchale, 18,0 km sydväst om Palma Sola. Omgivningarna runt Palma Sola är en mosaik av jordbruksmark och naturlig växtlighet.